# Чуприяново (Тверская область)
Чуприяново — деревня в Калининском районе Тверской области. Входит в состав Щербининского сельского поселения.

## География
Находится в юго-восточной части Тверской области на расстоянии приблизительно 5 км на юг по прямой от города Тверь.

## История
Была отмечена ещё на карте 1825 года. В 1859 году здесь было учтено 35 дворов. На карте 1938 года в деревне отмечено 75 дворов.

## Население
Численность населения: 284 человека (1859 год), 153 (русские 87 %) в 2002 году, 151 в 2010.